# Таптанай
Таптана́й (бур. Табтаанай) — село в Дульдургинском районе Агинского Бурятского округа Забайкальского края. Административный центр сельского поселения «Таптанай».

## География
Расположено на левом берегу реки Таптанай (правый приток Или) в 21 км к северо-востоку от районного центра — села Дульдурга. Через село проходит региональная автодорога Агинское — Дульдурга.

## Население
| 1989 | 2002 | 2010 | 2021 |
| ---- | ---- | ---- | ---- |
| 1005 | ↘840 | ↘794 | ↘710 |

## Инфраструктура
Средняя общеобразовательная школа, Дом культуры, Дом спорта, детский сад, музей, библиотека, фельдшерско-акушерский пункт

## Люди, связанные с селом
- Жамбал-Доржи Гомбоев (1897—1983) — 19-й Пандито Хамбо-лама, уроженец села.
- Жамсо Тумунович Тумунов (1916—1955) — первый бурятский советский романист, уроженец села.
- Николай Николаевич Бадмаев (1879—1939) — создатель отдела восточной медицины при Институте экспериментальной медицины, директор Ленинградской клиники восточной медицины[4].
- Пётр Александрович Бадмаев (1851—1920) — основатель тибетской медицины в России, врач цесаревича Алексея Николаевича Романова, уроженец села[источник не указан 3176 дней].
- Чимитдоржи Дагбаин (1905—1975) — депутат Верховного Совета СССР второго созыва, уроженец села.
- Доржиев, Жигжитжаб Доржиевич (1917―2000) ― советский бурятский учёный-краевед, кандидат исторических наук, Заслуженный работник культуры РСФСР[5].